# Galerie Yves Gastou
La Galerie Yves Gastou est une galerie d'Arts décoratifs, spécialisée dans le mobilier et la sculpture des années 1940 à 1970, ainsi qu'en design contemporain. Elle est basée au 12, rue Bonaparte, dans le 6e arrondissement de Paris.

## Présentation
Ouverte en décembre 1985, à l'emplacement de l'ancienne Galerie M.A.I., Yves Gastou l'inaugure avec l'exposition Ettore Sottsass, mobilier de 1947 à 1985, une rétrospective hommage à ce designer italien, ayant réalisé l'architecture de la galerie en terrazzo noir et blanc. En 1986, l'exposition On Off in Paris réunit les œuvres de Ron Arad, puis celle sur Shiro Kuramata, œuvres rétrospectives et premières éditions met à l'honneur le designer japonais.
En 1988, la galerie propose deux expositions : André Dubreuil, œuvres classiques - œuvres nouvelles et Danny Lane, œuvres de verre. En 1989, Tom Dixon propose sa vision du nouveau mobilier britannique et Shiro Kuramata présente Miss Blanche et autres pièces, [ses] dernières réalisations en altuglas.
Les années 1990 s'ouvrent avec la redécouverte des créateurs[source secondaire souhaitée] du style 1940 que la Galerie Yves Gastou expose successivement : Gilbert Poillerat, R. Delamarre, André Arbus et Maxime Old.
Depuis 1996, la galerie participe à la Biennale des antiquaires.
Les années 2000 marquent un nouvel intérêt[source secondaire souhaitée] pour les designers contemporains. Le créateur français Guillaume Bardet expose à la galerie en 2003 son mobilier immobile puis une nouvelle fois en 2008 avec son mobilier invisible, en collaboration avec Perimeter Editions. En 2005, Yves Gastou organise trois expositions autour du mobilier de sculpteur de Philippe Hiquily, Robert Couturier et Ado Chale, l'année suivante autour de celui de Jean-Claude Farhi. En 2007, la galerie expose au PAD (Pavillon des Antiquaires) les œuvres de l'architecte Zaha Hadid.
Le galeriste est rejoint par son fils, Victor Gastou, en 2008, à l'occasion de la 24e édition de la Biennale des antiquaires, lors de laquelle ils présentent l'entier mobilier de la Casa Pellizari[source insuffisante] par Carlo Scarpa.
En 2009, en collaboration avec les Edizioni Galleria Colombari, les œuvres de Karim Rashid sont présentées à la galerie[source secondaire souhaitée].
L'Ultime collection d'Ettore Sottsass, sous-titrée « la grande tradition florentine revisitée » a lieu en 2011[source secondaire souhaitée], quatre ans après le décès de celui-ci, et coïncide avec la parution de l'ouvrage Yves Gastou, antiquaire du futur par Delphine Antoine, aux Éditions Norma.
En 2014, la galerie présente le mobilier et les sculptures Dancing Stones" de l'artiste Gerard Kuijpers et célèbre les 50 ans de créations d'Ado Chale[source secondaire souhaitée].

## Artistes présentés à la galerie
- Jacques Adnet (1900-1984) ;
- André Arbus (1903-1969) ;
- Emmanuel Babled (1967-) ;
- Maurice Calka (1921-1999) ;
- Pierre Cardin (1922-2020) ;
- Ado Chale (1928-) ;
- Joe Colombo (1930-1971) ;
- Robert Couturier (1905-2008) ;
- Gabriella Crespi (1922-2017) ;
- Parvine Curie (1936-) ;
- Claude de Muzac (1934-) ;
- Jacques Duval-Brasseur (1934-2021) ;
- Paul Evans (en) (1924-1977) ;
- Jean-Claude Farhi (1940-2012) ;
- Émile Gilioli (1911-1977) ;
- Philippe Hiquily (1925-2013) ;
- Alain Jacquet (1939-2008) ;
- Gérard Kuijpers (1961-) ;
- Claude (1925-2019) et François-Xavier Lalanne (1927-2008) ;
- Angelo Mangiarotti (1921-2012) ;
- Alessandro Mendini (1931-2019) ;
- Jean-Charles Moreux (1889-1956) ;
- Oscar Niemeyer (1907-2012) ;
- Maxime Old (1910-1991) ;
- Maria Pergay (en) (1930-)[9] ;
- Gilbert Poillerat (1902-1988) ;
- Gio Ponti (1891-1979) ;
- Jacques Quinet (1918-1992) ;
- Pierre Sabatier (1925-2003) ;
- Carlo Scarpa (1906-1978) ;
- Ettore Sottsass (1917-2007) ;
- François Stahly (1911-2006) ;
- Sido (1934-1986) et François Thevenin (1931-2016) ;
- Marco Zanuso (1916-2001).

## Ouvrages
Publications réalisées à l'initiative ou avec la participation d'Yves Gastou.
- Baudot François, préface par Karl Lagerfeld, Gilbert Poillerat. Maître ferronnier, Editions Hazan, Paris, 1992.  (ISBN 978-2909458069)
- Brunhammer Yvonne, André Arbus. Architecte décorateur des années 40, Editions Norma, Paris, 1996.
- Foucart Bruno et Gaillemin Jean-Louis, Les Décorateurs des années 40, Éditions Norma, Paris, 1999.
- Badetz Yves, Maxime Old. Architecte décorateur, Éditions Norma, Paris, 2000.
- Da Costa Valérie, préface de Jean Leymarie, avec la participation d'Olivier Lorquin, Robert Couturier, Éditions Norma, Paris, 2000.
- Day Susan, avant-propos de Bruno Foucart, Jean-Charles Moreaux. Architecte, décorateur, paysagiste, Éditions Norma (avec l'IFA), Paris, 2002.

## Salons
- Armory Show ;
- Biennale des antiquaires ;
- BRAFA ;
- Design Days Dubai ;
- PAD Paris ;
- PAD Londres.